# Jangdam
Jangdam (kinesiska: Jiangdang, 江当, Nongri, 弄日, 江当乡) är en sockenhuvudort i Kina. Den ligger i den autonoma regionen Tibet, i den sydvästra delen av landet, omkring 190 kilometer väster om regionhuvudstaden Lhasa. Antalet invånare är 4 951. Befolkningen består av 2 266 kvinnor och 2 685 män. Barn under 15 år utgör 25,0 %, vuxna 15-64 år 68 %, och äldre över 65 år 5,0 %.
Runt Jangdam är det glesbefolkat, med 16 invånare per kvadratkilometer. Närmaste större samhälle är Luobuqiongzi, 19,0 km söder om Jangdam. Trakten runt Jangdam består i huvudsak av gräsmarker.
Genomsnittlig årsnederbörd är 600 millimeter. Den regnigaste månaden är juli, med i genomsnitt 201 mm nederbörd, och den torraste är januari, med 2 mm nederbörd.